# Pierrefitte-sur-Loire
Pierrefitte-sur-Loire è un comune francese di 523 abitanti situato nel dipartimento dell'Allier della regione dell'Alvernia-Rodano-Alpi.

## Società

### Evoluzione demografica
Abitanti censiti